# 個別的自衛権 (自衛権)
個別的自衛権（こべつてきじえいけん、英: right of individual self-defense）とは自国に対する他国からの武力攻撃に対して、自国を防衛するために必要な武力を行使する、国際法上の権利である。

## 概要
「個別的自衛権」とは、一般に自衛権の一種であり、「一国が自国に対する武力攻撃を排除するために武力を行使するための法的根拠」として、「他国に対する武力攻撃について、自国は直接攻撃を受けていないにもかかわらず、武力攻撃を受けた他国と共同して反撃に加わる法的権利」である「集団的自衛権」とともに国連憲章第51条によって保障される「固有の権利」である。
個別的自衛権という概念は従来から存在した慣習国際法上の「自衛権」概念を、国連憲章に明記する際に「集団的自衛権」と分割する事で誕生したものであり、「個別的自衛権」とは何かという国際法上の明文の定義は存在していない。
国連憲章成立後、集団的自衛権とは「他国に対する攻撃が自国の法益を侵害する場合に、各国がそれぞれの個別的自衛権を行使する」という「個別的自衛権共同行使説」、すなわち集団的自衛権とは個別的自衛権に吸収される概念であるとの学説が提唱された事があったものの、国際司法裁判所によるニカラグア事件判決において「武力攻撃に至らない武力の行使」に対して「集団的自衛権の行使は許されない」と判じられる一方、「被害国による均衡性ある対抗措置」は認められるとされた。これにより、集団的自衛権は国際法上「他国防衛するための権利である（他国防衛説）」との判例が確立し、さらに明言はしていないものの「武力攻撃に至らない武力の行使」に対して個別的自衛権の行使が容認される余地が残され、個別的自衛権と集団的自衛権の取り扱いの差別化がなされつつある。

## 歴史
自衛権とは、一般に外国からの違法な侵略に対して、自国を防衛するために緊急の必要がある場合、武力をもって反撃する国際法上の権利であるが、自衛権の概念は1837年のカロライン号事件において初めて広く議論された。これにより、「急迫し、圧倒的で、手段の選択の余地が無く、熟慮の時間もない（instant,overwhelming,and leaving no choice of means,and no moment for delibration）自衛の必要性を証明すること」、かつ、「その手段は必要な限度内に留められなければならない」とする「必要性」と「均衡性」に基づく「ウェブスター見解」としてまとめられ、自衛権の大まかな概念が確立した。
カロライン号事件においてはまだ「個別的自衛権」と「集団的自衛権」の概念については分離していなかったが、その後第二次世界大戦後の国連憲章起草作業において、国連安全保障理事会が米ソの対立で機能しない事を危惧した中南米諸国より、安保理の事前許可なしに防衛行動に着手できる根拠を含めるべきであるとの主張がなされ、国連憲章第51条に「個別的又は集団的自衛の固有の権利」という文言として盛り込まれた。この時、初めて「個別的自衛権」という独立した概念が誕生し、国際法上明記される事となった。

## 日本国における個別的自衛権
日本国においては、昭和47年に「集団的自衛権に関する政府統一見解」を発表し、「わが国は国際法上いわゆる集団的自衛権を有しているとしても、国権の発動としてこれを行使することは、憲法の容認する自衛の措置の限界をこえるものであつて許されない」との憲法解釈を発表し、その後踏襲していたため、「個別的自衛権」と「集団的自衛権」の分離は早期から実施されてきた。
これにより、2014年7月に当時の安倍政権が、集団的自衛権も一定の条件の下で限定的に行使できるという憲法解釈の変更を行い、2015年の平和安全法制制定に至るまでの間においては、「①我が国に対する急迫不正の侵害があること、すなわち武力攻撃が発生したこと、②この場合にこれを排除するために他の適当な手段がないこと、③必要最小限度の実力行使にとどまるべきこと」の「旧三要件」の下で「個別的自衛権」の行使についてのみ可能と整理されていた。

### 自衛権行使の開始時期
日本が自衛権を行使し得るタイミングについては、武力行使の新三要件を満たした時であるが、具体的に「我が国に対する武力行使が発生した時点」については、「実害が生じた時点ではないが、単に攻撃のおそれがある場合でもなく、武力攻撃の目的をもった軍事行動が現実に開始されたとき」に武力攻撃の発生が認められるとされると解されている。

### 自衛権行使の終了時期
国連憲章第51条において、自衛権の行使が「安全保障理事会が国際平和及び安全の維持に必要な措置をとるまでの間」と限定している事に関連し、安保理が何らかの措置をとった場合に日本は自衛権の行使を終了させなければならないのではないかとの解釈が成立しえる可能性があるが、日本政府は「国連憲章の解釈上、必ず自衛権が消滅するというものではない」と解釈している。

### 自衛権行使の地理的範囲
日本国の行使し得る個別的自衛権の地理的範囲について、「我が国が自衛権の行使として我が国を防衛するため必要最小限度の実力を行使することのできる地理的範囲は、必ずしも我が国の領土、領海、領空に限られるものではなく、公海及び公空にも及び得る」とし、また宇宙空間での自衛権行使についても必ずしも否定されていない。
このため、「日本に対する武力攻撃が発生し個別的自衛権を行使している場合において、武力攻撃排除又は国民生存に必要不可欠な物資を輸送する第三国船舶に対し公海上で攻撃が行われた場合、その攻撃を排除するのは個別的自衛権の範囲に含まれる」として、自衛権はシーレーン防衛のための公海上にも及び、また自衛権発動の三要件に該当するのであれば、敵国領域への武力行使も自衛権行使の範囲に含まれると解されている。